# Sax (canção)
"Sax" é uma canção da artista musical britânica Fleur East, contida em seu álbum de estreia Love, Sax and Flashbacks. A canção foi escrita pela própria intérprete juntamente de Edvard Førre Erfjord, Henrik Michelsen, James Abrahart e Camille Purcell. O seu lançamento como primeiro single do disco ocorreu digitalmente em 6 de novembro de 2015 através da Syco Music. O vídeo musical da canção foi dirigido por Colin Tilley e lançado na plataforma Vevo em 26 de novembro de 2015.

## Recepção da crítica
Após o lançamento, "Sax" foi recebida com aclamação crítica. Lewis Corner, do Digital Spy, notou que a canção contém semelhanças com "Uptown Funk", de Mark Ronson e Bruno Mars, mas seu "refrão bronzeado, letras atrevidas e ganchos descolados soam como um potencial sucesso de pleno direito".

## Performances ao vivo
A primeira performance de "Sax" ocorreu em 1 de novembro e 2015 em um evento natalino da Oxford Street. East também apresentou a canção na décima segunda temporada do The X Factor em 8 de novembro. A canção foi apresentada também no talk show Alan Carr: Chatty Man em 20 de novembro de 2015.[carece de fontes?]

## Lista de faixas
Download digital
1. "Sax" – 3:56

Download digital – The Selection EP
1. "Sax" (Dance Rehearsal) [Vídeo] – 3:56
2. "Sax" (Wideboys Remix) – 4:02
3. "Sax" (LuvBug Remix) – 3:36
4. "Sax" (Steve Smart Remix) – 3:34
5. "Sax" (Interview) – 3:57

## Desempenho nas tabelas musicais

### Posições
| Parada musical (2015)            | Melhor posição |
| -------------------------------- | -------------- |
| Escócia (Scottish Singles Chart) | 2              |
| Irlanda (IRMA)                   | 7              |
| Reino Unido (UK Singles Chart)   | 3              |